# 高山捕虫堇
高山捕虫堇（学名：Pinguicula alpina），为狸藻科捕虫堇属下的一个植物种。主要分佈於歐洲和亞洲的温帶高山地區，在中國山西、四川、貴州(印江)、陝西(眉县)、雲南西北部和西藏東南部等省有分布。

## 生物特徵
主要生長在温帶海拔2300-4500米高山地區的陰濕岩壁間或高山杜鵑叢下，通常在5月到9月份之間開花結果。葉片正面呈亮綠色，葉片背面、花莖、果實均呈紅褐色。花莖上有一枚小棗核般光潔的果實。花瓣、葉片及花莖生有短腺毛(trichome/<short> glandular hair)，能分泌黏液並散發誘捕獵物的氣味，將昆蟲黏捕住後，再分泌消化酶將獵物溶化吸收掉。

## 外部連結
- Species description and notes （页面存档备份，存于）